# Aritmética de Büchi
Aritmética de Büchi de base k é a teoria de primeira ordem dos números naturais com  adição e a função {\displaystyle V_{k}(x)} que é definida como a maior potência  de k dividindo x, denominado em homenagem ao matemático Suíço Julius Richard Büchi. A assinatura da aritmética de Büchi contém apenas a operação de adição, {\displaystyle V_{k}} e a igualdade, omitindo-se a operação de multiplicação inteiramente.
Ao contrário da aritmética de Peano, a aritmética de Büchi é uma teoria decidível. Isto significa que é possível, efetivamente, determinar para qualquer sentença na linguagem da aritmética de Büchi, se essa sentença é demonstrável a partir de axiomas da aritmética de Büchi .

## Aritmética de Büchi e autômato
Um subconjunto {\displaystyle X\subseteq \mathbb {N} ^{n}} é definível na aritmética de Büchi  de base de k se, e somente se, ele é k-reconhecível.
Se {\displaystyle n=1} isso significa que o conjunto de números inteiros de X na base k é aceito por um autômato. Da mesma forma, se {\displaystyle n>1} existe um autômato que lê os primeiros dígitos, os segundos dígitos, e assim por diante, de n números inteiros na base k, e aceita as palavras, se os n números inteiros estão na relação X.

## Propriedades da aritmética de Büchi
Se k e l são multiplicativamente dependentes , então, a aritmética de Büchi de base k e l têm a mesma expressividade. De fato, {\displaystyle V_{l}} pode ser definida em {\displaystyle {\text{FO}}(V_{k},+)}.
Senão, a teoria com ambas funções  {\displaystyle V_{k}} e {\displaystyle V_{l}}  é equivalente a aritmética de Peano a lógica com a adição e a multiplicação, pois a multiplicação é definível em {\displaystyle {\text{FO}}(V_{k},V_{l},+)}.
Por outro lado, pelo teorema de Cobham-Semenov, se a relação é definível em ambos os k e l a aritmética de Büchi é definível na aritmética de Presburger.